# N,N,N′,N′-Tetrakis(2-hydroxyethyl)adipamid
N,N,N′,N′-Tetrakis(2-hydroxyethyl)adipamid ist eine chemische Verbindung aus der Gruppe der Hydroxylalkylamide.

## Eigenschaften und Verwendung
Es ist ein weißer Feststoff. In granulierter Lieferform wird es üblicherweise als Härter in wetterbeständigen Pulverlacken auf der Basis von Polyesterharzen verwendet. Dabei dient es als Ersatz für Triglycidylisocyanurat, welches aufgrund seiner Kennzeichnungspflicht in Europa nur noch selten Verwendung findet.
Mit Hydroxylalkylamiden vernetzte Pulverlacke, auf der Basis von carboxylgruppenhaltigen Polyesterharzen, zeichnen sich durch eine gute Witterungsstabilität aus. Dabei reagiert das Hydroxylalkylamid mittels seiner Hydroxygruppen mit den Carboxygruppen des Polyesterharzes über eine Polykondensationsreaktion, also mit Abspaltprodukten. Abspaltprodukte dieser Reaktion sind hauptsächlich Wasser und ein geringer Anteil niederer Alkohole. Das hierbei entstehende Netzwerk macht den resultierenden Pulverlack sehr widerstandsfähig gegen aggressiv wirkende Ultraviolettstrahlung. Gleichzeitig zeigen Hydroxylalkylamid-vernetzte Pulverlacke eine gute Flexibilität bei einer vergleichsweise zufriedenstellenden Chemikalienbeständigkeit, ähnlich den TGIC-vernetzten Systemen.

## Handelsnamen
- Primid XL-552[4]
- Primid QM-1260
- Vestagon® HA 320